# 442e escadron de transport et sauvetage
Pour les articles homonymes, voir 442 (homonymie).
Le 442e escadron de transport et sauvetage est une unité de recherche et sauvetage de l'Aviation royale canadienne basée à la 19e escadre Comox, en Colombie-Britannique. 
L'unité, qui opère six avions CC-115 Buffalo jusqu'à leur retrait le 15 janvier 2022 et sept hélicoptères CH-149 Cormorants, couvre une zone de recherche et sauvetage qui s'étend des montagnes Rocheuses jusqu'à la côte ouest et quelque 560 000 km2 dans l'océan Pacifique en plus du territoire du Yukon. En plus de ses responsabilités de sauvetage et de transport, l'unité soutient l'École de recherche et sauvetage des Forces canadiennes.

## Histoire
Le 442e escadron est formé en 1942 en tant qu'unité de chasseurs, activée en raison de la menace japonaise après l'attaque de Pearl Harbor. Il participe à des opérations de bombardements contre l'île de Kiska pendant la campagne des îles Aléoutiennes. En 1944, l'unité déménage en Angleterre et participe à des raids en Europe de l'Ouest. L'unité est dissoute en 1945 après la fin des hostilités et reformée un an plus tard à Vancouver en tant qu'escadron auxiliaire. L'unité prend son rôle actuel en 1968. Depuis, l'escadron est devenu l'unité de recherche et sauvetage la plus occupée au pays.